# 宮﨑勤
- 宮﨑勤
- 宮崎勤

宮﨑 勤（みやざき つとむ、1962年〈昭和37年〉8月21日 - 2008年〈平成20年〉6月17日）は、日本のシリアルキラー、元死刑確定者（死刑囚）。1988年（昭和63年）から1989年（平成元年）に東京都および埼玉県で計4人の幼女・女児が殺害された東京・埼玉連続幼女誘拐殺人事件（警察庁広域重要指定117号事件）の犯人である。
1989年8月以降、一連の事件の犯人として逮捕・起訴され、2006年（平成18年）2月2日に死刑判決が確定。2008年6月17日に東京拘置所で死刑が執行された（45歳没）。

## 生い立ち

### 幼少期

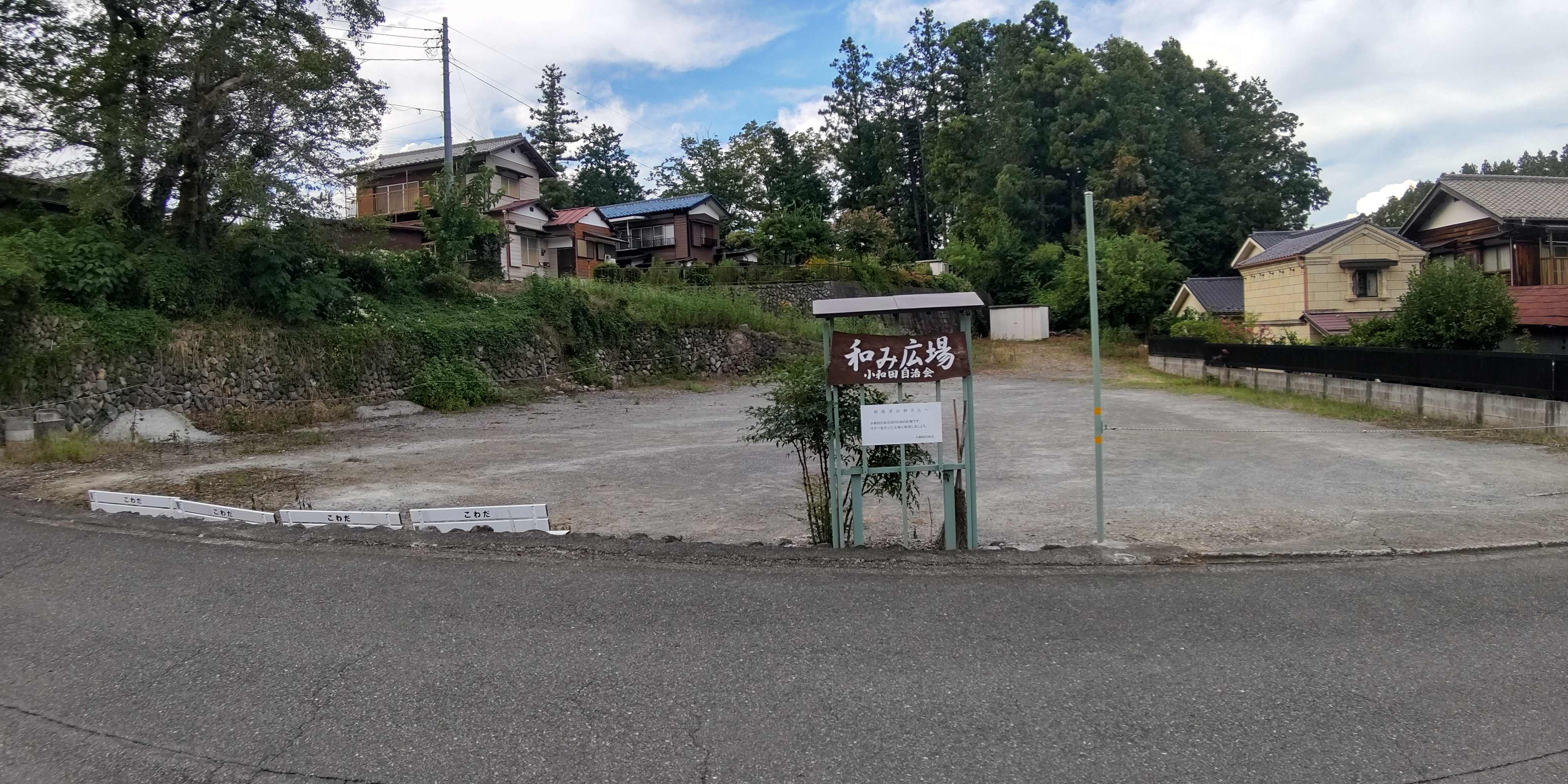
あきる野市小和田（旧五日市町小和田）にある「和み広場」。宮崎勤の生家（五日市町小和田181番地）と彼の父親が経営していた「新五日市社」社屋があった（2023年9月）

宮崎勤は1962年8月21日、東京都西多摩郡五日市町（現在のあきる野市）小和田で、地域紙『秋川新聞』を発行していた「新五日市社」を経営する、裕福な一家の長男として出生した。勤の実家は五日市町小和田181番地（座標）に所在していた。両親は共働きで多忙なため、生まれてまもなく子守りの男性を住み込みで雇い入れている。幼少期の勤を、ほとんどこの男性と祖父が面倒をみていた。
宮﨑家は、曽祖父が村会議員、祖父が町会議員を務めるなど地元の名士であった。家族は祖父、祖母、両親、妹2人の7人である。祖父は引っ込み思案な勤を連れて歩き、かわいがっていた。
勤は幼い頃から手首を回せず手のひらを上に向けられない「両側先天性橈尺骨癒合症」に罹患し、当時は日本で症例が150程度の珍しい身体障害があったが、医者からは「手術しても100人に1人くらいしか成功しない。日常生活に支障がないなら、手術するにしても、もっと大きくなってからの方がいいだろう」と言われていた。 両親によれば、勤は幼いころから掌が不自由なのを気にしており、うまくいかないことを掌のせいであると考えてきたという。4歳のときに手術も考えたが、もし手術して身障者のレッテルを張られたら勤の将来に悪い結果を及ぼすと判断し、積極的な治療を受けさせなかった。そのため、幼稚園ではお遊戯や頂戴のポーズもできず、周囲からからかわれても幼稚園の先生は何も対応しなかったため「非常に辛かった」と供述している。
宮﨑の父は仕事ばかりで家庭を顧みない無責任な父だったという。宮﨑の母は姑と折り合いが悪く、常に勤の子育てを廻って陰湿な対立をしていたという。宮﨑の母親は常に世間体を優先していたため、勤に愛情を全く注がなかった。

### 小中学校時代
小学生時代は「怪獣博士」と呼ばれるほど怪獣に夢中になったが、クラスの人気者というわけではなかった。成績は上位で、自身は小学校のころから算数が得意と語り、算数の成績も良かった。一方で、国語と社会を苦手としていた。
中学生時代は1、2年生のときは陸上部、3年生のときは将棋部に所属。通信教育で空手を習い、空手の型を同級生に見せることがあった。

### 高校・短大時代
手の障害を気にして、自宅からの通学に片道2時間を要する明治大学付属中野高等学校へ1978年に進学するが、両親は「英語教師になるためにわざわざ遠い高校へ進学した」と勘違いしていた。同級生は「暗く目立たない少年だった」と証言している。高校に入ってからの成績は下降の一途で、本人は系列大学である明治大学への推薦入学を希望していたが、希望を果たす以前の成績であった。
高校卒業後の1981年4月、東京工芸大学短期大学部に進学する。このころはパズルに夢中になり、自作のパズルを専門誌に投稿したり、雑誌のパズル回答者として雑誌に名前が掲載されることもあった。1982年の短大在学中にNHKのトーク番組「YOU」のスタジオ収録に友人とともに出かけているが、アナウンサーが近づきインタビューをしようとすると、すぐさまほかの出演者の後ろに隠れてインタビューを受けることはなかった。
宮崎の逮捕後、俳優の川﨑麻世が短大の同級生であったことが判明している。しかし、川﨑はインタビューで「僕は記憶力が良い方だし、クラスは全部で80人ほどだったから、忘れるはずはないんだが、そんな奴いたかって感じなんだ。同級生にも聞いてみたけど、誰も覚えていなかった」と答えた。

### 短大卒業後
1983年4月の短大卒業後は叔父の紹介で小平市の印刷会社に就職し、印刷機オペレーターとして勤務。勤務態度は極めて悪く、評判も非常に悪かった。1986年3月に上司から神奈川県への転勤を勧められたが、本人が拒否したため自己都合退職する。家業を手伝うよう両親が何度か声をかけたが、自室にこもる生活が数か月続いた。9月ごろから家業を手伝い始めるが、広告原稿を受け取りにいく程度の簡単な手伝いであった。このころアニメの同人誌を発行するが、態度や言動から仲間に嫌われ、1回だけの発行で終わっている。その後は数多くのビデオサークルに加入し、全国各地の会員が録画したテレビアニメや特撮番組のビデオを複製し交換・収集するようになるが、持つだけで満足してしまい、テープのほとんどは自ら鑑賞することはなかった。
1988年5月16日、祖父が死去。8月22日に第一の犯行を起こす。1989年3月には東京都中央区晴海で開催されたコミックマーケットに漫画作品を出品している。同年7月23日に女児へのわいせつ行為の現行犯で逮捕、9月2日に一連の事件の犯人として起訴された。

## 刑事裁判

### 公判中の宮﨑の言動
宮﨑は第1次精神鑑定の結果が明かされた1992年4月時点で、差し入れられた約140冊の漫画やアニメ雑誌を所持しており、同月の公判で鑑定書が朗読されている間、メモ用紙に怪獣の絵を描いていた。それ以外にも、哲学書や法学書、精神医学や殺人事件に関する本、漫画やゲームに関する本など様々なジャンルの書籍を購入したり、差し入れてもらったりしていた。また独房内で訴訟書類を多数所持していたが、1993年5月時点ではそれらや差し入れられた書籍を自分が座る位置の左右に約50 cm程度積み重ねていた。公判では、両親を「父の人」「母の人」と呼び、弁護人から父親の自殺に関する感想を聞かれた際も「罰が当たったと思った」と述べていた。一方、2週間おきに面会に来る母親から『ドラゴンボール』などの漫画本（1回の接見で5冊まで差し入れ可能）を差し入れてもらっていたが、接見の際には母親が事件のことに触れず、家族の近況を聞かせても、勤は何の関心も示さなかったという。
宮﨑は控訴中の1998年（平成10年）、創出版から書簡インタビュー集『夢のなか』を出版したが、その理由について被告人質問で「もっと、もっと有名になりたいから。新しく生まれた人は私のことを知らないかもしれないから知ってほしい」と答えたほか、「有名になるのは気持ちがいい。メディアなどで自分の事件が評論されると、『今も、もてはやされている』と思う」などとも述べ、裁判長からの「法廷では自分から話したいと思っているのか」という質問には「ここ（法廷）は晴れの舞台だと思っている」と答えていた。また宮﨑は当時、見ず知らずの多くの人物と文通していたが、その理由については被告人質問で「（手紙が来るのは）自分がヒーローだから。支持されたり、共鳴されたりしています」と語っていた。またテレビ朝日の記者らに手紙を出し、それを公開することも承諾したが、弁護人は「断片的な公開は裁判所に予断を与え、不利益になる」と考え、放映中止を要請したものの、受け入れられなかった。宮﨑の母親は2000年10月25日、勤が自分の不利益になることを理解しないまま、一部マスコミに自筆の手紙を公開することを承諾したことから、「彼は自分にとって何が不利益かを理解する能力を全く欠いている」として、成年後見制度に基づく後見人選任の審判を東京家庭裁判所に申し立てた。仮にこの申立が認められれば、同家裁が宮﨑の精神鑑定を行った上で後見人が選任されることになっていた。

### 『創』出版部との文通
宮﨑は1996年11月以降、月刊誌『創』と文通しており、2006年1月までに250通以上の手紙を送っていた。同誌編集長・篠田博之に宛てた手紙には、日本の現行の死刑方法における批判がしばしば書かれており、2006年には「踏み板がはずれて下に落下している最中は、恐怖のどんぞこにおとしいれられるのである」と絞首刑を批判、薬物注射による死刑導入を訴えていた。2007年の書簡には「この国の現行の死刑執行方法だと、死刑確定囚の人は、『私は刑執行時は死の恐怖とたたかわねばならなくなるから、反省や謝罪のことなど全く考えられなくなる』」とも記していた。編集部に宛てた手紙はおよそ300通、内容は拘置所内で読んだ漫画本のタイトルを並べただけのものがほとんどであった。知人にも合計で2,000通近くの手紙を拘置所内から送っていた。また、死刑判決が決定してからは、独房でアニメビデオを鑑賞することが許可されていた。
『創』2005年12月号に掲載された手記では、上告審判決について「無罪だと思います」と記していた。また2004年に発生した奈良小1女児殺害事件の犯人（2006年に死刑が確定、2013年に死刑執行）が取り調べで「第二の宮﨑勤か宅間守として世間に名を残したい」の発言を行ったことが、同事件の公判で明かされたが、宮﨑本人はこの発言を「精神鑑定も受けずに、『第二の宮﨑勤』は名乗らせません」と痛烈に批判する手記を書き、『創』2006年1月号にその内容が掲載された。同事件の犯人は『創』宛に送った手記で、父親が自身に愛情をかけてくれなかったことへの憎悪の思いを綴った上で、自分がこのような事件を起こした原因について「親の愛情が欠けていた」と自己分析していたが、篠田は彼と宮崎、宅間について「権威主義的な父親に嫌悪感を抱いている」点が酷似していると指摘している。

## 死刑執行
2008年6月17日、死刑確定者（死刑囚）となっていた宮崎は鳩山邦夫法務大臣の発した死刑執行命令により、収監先の東京拘置所で死刑を執行された（45歳没）。同日には東京拘置所で宮崎以外にも、SMクラブ下克上殺人事件の死刑確定者である陸田真志（当時37歳）の刑が執行されたほか、大阪拘置所でも死刑確定者1人の刑が執行された。
死刑確定から執行までの期間は2年4か月で、当時過去10年の執行までの平均期間（約8年）より大幅に短かった。また同日に死刑を執行された陸田は確定から2年8か月、大阪拘置所の死刑確定者は3年4か月と、彼らもそれまでの平均期間より大幅に短かった。『読売新聞』によれば、1998年から2007年の10年間に死刑を執行された死刑確定者35人の死刑確定から執行までの平均期間は約8年であったが、同年に死刑を執行された死刑確定者15人の死刑確定から執行までの平均期間は、過去10年の約半分となる4年1か月であった。
宮崎は冷静に執行を受け入れ、また母親は遺体との対面後に、処置については拘置所に任せたという。生前の宮﨑と接見・文通などを重ねていた篠田博之は、死刑執行直後に宮﨑の母親から電話を受け、線香を上げたいと申し出たところ、「全て拘置所側に任せた」という返答を受け、その意味は「拘置所に火葬を任せた」という意味であろうと述べている。『週刊新潮』は、引き取り手がなかった宮﨑の遺骨は雑司ヶ谷霊園内にある法務省の納骨堂に納められたと報じている。

### 死刑執行の背景・反応など
死刑執行は法務省刑事局の検事が心神喪失など執行停止となる事情の有無を調査した上で、矯正局などの決裁を経て最終的に法務大臣が執行命令書にサインするという流れで行われるが、鳩山は法務大臣退任後の2010年12月、TBSテレビの取材に対し、自ら宮崎の死刑執行を検討するよう指示を出したという旨を発言しており、同月29日の情報番組でその内容が放送された。TBSテレビは、法務大臣経験者が死刑執行の決裁の経緯について自ら明らかにすることは異例のことと報じている。
また同年6月8日に発生した秋葉原無差別殺傷事件から9日後の執行であったことから、同事件が宮崎の死刑執行に影響をおよぼした可能性も指摘されたが、ジャーナリストの上杉隆は「鳩山は同年3月に命令をすでに出しており、秋葉原事件と関連があるとするには矛盾がある」として、宮﨑の死刑執行と秋葉原事件は関係ないとしている。
一方でアムネスティ・インターナショナル日本や、死刑廃止を推進する議員連盟など人権団体は同日、相次いで抗議を表明した。また日本弁護士連合会は宮崎誠の会長名で「半年あまりで13人の大量の死刑執行が行われた。政府に対し、死刑制度の存廃を含む抜本的な検討と見直しを行うまでの一定期間、執行を停止するよう重ねて強く要請する」との声明を出した。宮﨑の国選弁護人を務めた田鎖麻衣子は同日、「数か月前から再審請求の準備を進めていた。こうした事情を知りながら、死刑を執行したことに強く抗議する」との声明を発表した。5月末には鳩山邦夫法相に死刑を執行しないよう文書にて要請していたという。

## オタクバッシング
宮﨑の部屋は、窓と壁がビデオテープで覆いつくされていて、そのビデオテープは約6000本あった。本棚には『リボンの騎士』『ゲゲゲの鬼太郎』などのアニメ作品が並んでいた。床には少女雑誌などが散乱し、暴力的、性的、猟奇的な内容の漫画やビデオが多数あった、幼稚園の入園案内パンフレットや女性が写っているテニスクラブのパンフレットなどがあったことから、おたく・ロリコン・ホラーマニアであるなどと報じられ、マスコミではそれらの悪影響を主張する意見が噴出し、ネガティブイメージが広まることになった。

## 家族
まれに見る凶行であったため、家族へ及んだ影響も大きかった。人々の宮﨑への憎悪はそのまま彼の家族・親族へと波及した。
宮﨑が逮捕されてから1か月後の1989年9月時点で、宮﨑の家族はDの遺体切断場所ともなった家を去っていた。事件後に家は取り壊され、1996年10月時点では事件前に死去した祖父が住んでいた離れだけが残っていた。2006年1月時点では同地は完全に更地となり、同月時点から遡って数年前から、夏などに敷地裏を流れる秋川を訪れる家族連れらの駐車場として利用されており、傍らには石仏が置かれていた。2023年12月時点で、同地は売地となっているが買い手はつかず、宮崎家が管理している。
家族・親戚らの境遇
宮﨑は両親のほかに姉妹2人がいたが、彼らに対して「お前たちも死ね」「殺してやる」という旨の嫌がらせの手紙が殺到した。長女は勤めていた会社を辞め、既に結婚間近だったが自ら婚約を破棄した。次女は在学していた看護学校にいられなくなり、自主退学に追い込まれた。事件後に宮崎の両親はいったん離婚し、母親の姓で再婚した。
父親の弟2人も退職した上、長弟は持っていた会社を妻の名義に変更し、5つの会社役員を全て辞職。次弟には娘が2人おり、宮﨑姓を名乗ることの影響を考え、苦渋の決断の末に「巻き込むわけにいかないから」と妻を説得して離婚、娘たちは妻に引き取らせた。母親の兄の2人の息子は警察官、高校教師であったが辞職した。背景には週刊誌で暴露された影響があったと言われる。
父親の自殺
家族は宮﨑の逮捕から1年後に引っ越した。宮﨑は父親に対して私選弁護人をつけてくれるよう要請したが父親はこれを拒絶。4年後の1994年に父親は自宅を売って、その代金を被害者の遺族に支払う段取りをつけると、東京都青梅市の多摩川にかかる神代橋 （水面までの高さ30m）から飛び降り自殺を遂げた。
作家の佐木隆三は父親の自殺を「現実逃避であり、被害者家族を顧みない行為である」と非難した。佐木はほかに私選弁護士をつけるよう要請してきた宮﨑を拒絶したことについても批判している。私選弁護人を選定しなかったことで国選弁護人が選ばれ結果国費が使われるからというのがその論旨であった。宮﨑の父親には私選弁護人をつけるだけの経済力が十分あり、佐木は父親への批判として「家庭における父親の不在」というキーワードを挙げている。
父親とかねてから交流があり、事件後も父親とのコンタクトを定期的に続けた新聞記者は、「この事件を通して、加害者の家族は罪を犯した加害者以上の苦痛にさいなまれることを知った」「加害者家族が直面する現実を、初めて目の当たりにした」と語っている。
宮﨑の父親は、自分が糾弾されるのは、息子が犯した罪を思えば当然だが、まったく関係のない自分の親族らにまで非難の矛先が向けられ、辞職したり、逼塞したりすることを余儀なくされていることに苦悩していると、インタビューで言及していた。

## 著書
『創』編集部との往復書簡を掲載したものが出版されている。
- 『夢のなか 連続幼女殺害事件被告の告白』創出版、1998年12月。ISBN 978-4924718302
- 『夢のなか、いまも 連続幼女殺害事件元被告の告白』創出版、2006年2月。ISBN 978-4924718722

## 演じた俳優
- 平山久能（「宮島ツトム」名義） - 1999年11月20日に公開された映画『地獄』（監督：石井輝男）の登場人物で、宮﨑がモデルになっている[注 4]。
- 曇天三男坊 -  2014年12月13日に『土曜プレミアム』枠で放送された『報道スクープSP 激動!世紀の大事件II』（フジテレビジョン）
- 坂本真 - 2017年10月7日に『土曜プレミアム』枠で放送された『衝撃スクープSP 30年目の真実〜東京・埼玉連続幼女誘拐殺人犯・宮崎勤の肉声〜』で宮﨑を演じた。
- 長坂一哲（劇団ペリカン） - 2018年12月28日に放送された『平成ニッポンの瞬間映像30』（日本テレビ放送網）の再現ドラマで宮﨑を演じた。この再現ドラマの映像は、2023年3月28日放送の『ザ!世界仰天ニュース』でも使用された。